# Macrocoma
Macrocoma es un género de escarabajos de la familia Chrysomelidae. El género fue descrito científicamente primero por Chapuis en 1874. Esta es una lista de especies pertenecientes a este género:
- Macrocoma aladina Daccordi & Medvedev in Medvedev, 1996
- Macrocoma budura Daccordi & Medvedev in Medvedev, 1996
- Macrocoma buettikeriana Daccordi, 1979
- Macrocoma calliptoides Lopatin, 1996
- Macrocoma cylindrica Küster, 1846
- Macrocoma daccordii Medvedev, 1996
- Macrocoma divisa Wollaston, 1864
- Macrocoma djurdjurensis Warchalowski, 2001
- Macrocoma doboszi Borowiec, 2005
- Macrocoma dubia Wollaston, 1864
- Macrocoma hormuziaca Warchalowski, 2001
- Macrocoma iranica Lopatin, 1984
- Macrocoma kabakovi Medvedev, 1985
- Macrocoma latifrons Lindberg, 1953
- Macrocoma leprieuri Lefèvre, 1876
- Macrocoma micula Lopatin, 1995
- Macrocoma minuta Medvedev, 1985
- Macrocoma obscuripes Wollaston, 1892
- Macrocoma oromiana Daccordi, 1978
- Macrocoma oromiana Daccordi, 1978
- Macrocoma pakistana Medvedev, 2000
- Macrocoma palmaensis Palm, 1977
- Macrocoma robusta Lopatin, 1984
- Macrocoma rubripes Schaufuss, 1862
- Macrocoma saudica Medvedev, 1996
- Macrocoma schereri Lopatin, 1995
- Macrocoma splendens Lindberg, 1950
- Macrocoma splendidula Wollaston, 1862
- Macrocoma zarudnii Lopatin, 1985